# Love Laughs at Locksmiths; an 18th Century Romance
Love Laughs at Locksmiths; an 18th Century Romance è un cortometraggio muto del 1908 diretto da J. Stuart Blackton.

## Trama
Trama di Moving Picture World synopsis in (EN)  su IMDb

## Produzione
Il film fu prodotto dalla Vitagraph Company of America.

## Distribuzione
Distribuito dalla Vitagraph Company of America, il film - un cortometraggio di 168 metri - uscì nelle sale cinematografiche statunitensi il 1º agosto 1908.